# Cleppé
Cleppé é uma comuna francesa na região administrativa de Auvérnia-Ródano-Alpes, no departamento de Loire. Estende-se por uma área de 15,48 km². Em 2010 a comuna tinha 531 habitantes (densidade: 34,3 hab./km²).